# Padalski gasilec
Padalski gasilec (izvirno angleško Smokejumper) je gasilec, ki s pomočjo padala pristane na oddaljenem področju z namenom gašenja požarov v naravi.
Padalski gasilci so tako poslani na zelo oddaljena območja, saj lahko s hitrim letalskim transportom padalcev onemogočijo, preusmerijo, zajezijo oz. popolnoma pogasijo požar, ko je le-ta v začetnem stadiju. Drugi razlog za njihovo uporabo je, da s pomočjo letal lahko hitreje in ceneje dosežejo oddaljeno območje, poleg tega pa lahko letalo prenese več gasilcev in njihove opreme kot bi helikopter. 
Obstajajo tudi slabosti tega sistema. Največkrat uporabljajo okrogla padala, ki so cenejša, a zato slabše vodljiva. Tako se lahko zgodi, da padalca zanese v sam ogenj oz. v kakšno naravno oviro (npr. drevesa, kanjon,...); padalec se tako lahko poškoduje, še predno prične gasiti. Drugi problem je tudi oddaljenost. Padalski gasilci so tako popolnoma odrezani od zunanjega sveta in lahko upajo le na omejeno letalsko podporo (oskrbovanje z opremo in vodo). Zgodi se lahko, da požar popolnoma spremeni smer in jih zaduši oz. zgorijo. Po navadi so zaradi izjemnih varnostnih pravil in smernic smrtne žrtve redke. Največja nesreča se je zgodila leta 1949, ko je v enem požaru umrlo 12 gasilcev.
Delovanje padalskih gasilcev je odvisno od velikosti požara. V primeru, če je požar še v fazi razplemenitve oz. še ni popolnoma zagorel (prisotno je veliko isker in več lokaliziranih žarišč), uporabijo gasilske metle in prenosne gasilske črpalke za uničenje požara. V primeru, če je požar v polnem razmahu, jih po navadi odvržejo v pričakovani smeri širjenja požara, kjer nato s pomočjo opreme očistijo del površine (po navadi gozda oz. travnika), tako da ustvarijo požarni zid, kjer se požar ne more širiti. To storijo s pomočjo lesarske opreme, v izjemnih primerih pa tudi s pomočjo eksplozivov.
Prva uporaba padalskih gasilcev se je zgodila 12. julija 1940 v Narodnem gozdu Nez Perce (ZDA). Predhodno so v 30. letih 20. stoletja izvajali poskuse glede uporabe padalskih gasilcev tudi v Sovjetski zvezi.
Danes so padalski gasilci aktivni v naslednjih državah: ZDA, Rusija, Kanada in Mongolija.